# Nikolina Horvat
Nikolina Horvat (Zagreb,18. rujna 1986.), hrvatska atletičarka. Bila je državna rekorderka na 400m prepone 17 godina.
Natjecala se na Olimpijskim igrama 2008. u utrci na 400 metara s preponama, a osvojila je 18. mjesto. Na OI 2012. je u istoj disciplini osvojila 36. mjesto.
Na Mediteranskim igrama 2009. je osvojila brončanu medalju u utrci na 400 metara s preponama.
Bila je članica Zagreb Ulixa.